# Цер
 Тази статия е за дървото.  За селото в Северна Македония вижте Цер (община Кичево).  За планината в Сърбия вижте Цер (планина).
Церът (Quercus cerris) е широколистно листопадно дърво със силно развита коренова система, която прониква дълбоко в земята. Церът е сравнително непретенциозен към условията на средата, като издържа и на високи, и на ниски температури. При извънредно ниски температури обаче, студът може да му причини „мразобойни“ – замръзване на водата в тъканите и образуване на пукнатини по стъблото, през които след това навлизат патогенни организми. Расте върху почти всякакви почви, но най-добре се развива в сиви горски почви и канелени горски почви. Церът е сухоустойчив вид и вирее добре при по-сухи и топли условия.
На височина церът достига над 41 метра. Кората му, сива на цвят, е разпознаваема заради забележимо по-едрото си (в сравнение с Quercus robur например) набраздяване. Листата на цера са прости и продълговати, нарязани на 6 - 12 странични дяла. На дължина достигат до 15 см, а на ширина до 7 - 8 см. Всеки лист има от 6 до 12 двойки странични жилки, завършващи в съответния заострен край на листните дялове. Листата са тъмнозелени отгоре и по-светли отдолу. Покрити са със звездовидни власинки. Интересна особеност на цера са трайните шиловидни израстъци около пъпките, които се запазват през цялата година.
Церът е еднодомно растение, което означава, че и мъжките и женските цветове са разположени върху едно и също дърво. Женските са събрани на групи по 2 - 4, а мъжките са събрани в съцветия „реси“. Околоцветникът на всеки мъжки цвят е образуван от 5 – 6 сраснали жълто-зелени листчета. Всеки мъжки цвят има от 4 до 6 тичинки. Женските цветове са малиновочервени, с напълно сраснал (зелен на цвят) околоцветник.
Плодовете на цера узряват за две години. Те са тип „орехче“ – жълъди с дължина от 2.5 до 4 см. Разположени са в плодни купули, или „калпачета“, от които се отделят след узряването и опадват. Самата купула е гъсто обрасла с шиловидни израстъци – този характерен вид на жълъда позволява церът лесно да бъде отличен от другите дъбове в България. Пределната възраст на Quercus cerris е 600 – 700 години. Дървесината му не е широко използвана. Това се дължи на факта, че тя е сравнително нетрайна и има характерна неприятна миризма. Освен това, за разлика от тази на другите дъбове, тя няма ядро. Става приложима, ако се обработи с химически средства. Жълъдите на цера се използват за храна от някои животни.

## Галерия
- Общ вид
- Кора
- Женски цветове
- Мъжки реси
- Листа
- Жълъди
- Зимна клонка